# Проект Гутенберг
Проект Гутенберг (на английски: Project Gutenberg) е най-старата електронна библиотека.
Основана е през 1971 година в Университета на Илинойс в Ърбана-Шампейн от Майкъл Харт (1947 – 2011) – изобретателя на електронната книга. В средата на 90-те години от XX век ръководи проекта в Илинойския бенедиктински колеж (дн. Бенедиктински университет).
По-късно сключва споразумение с Университета „Карнеги Мелон“ да администрира финансите на проекта.
Понастоящем се хоства от онлайн библиотеката ibiblio при Университета на Северна Каролина в Чапел Хил и към декември 2023 г. съдържа повече от 70 000 книги.
Библиотеката съществува благодарение на доброволен труд по дигитализиране, архивиране и разпространение на произведения на културата от цял свят. По-голямата част от съдържанието са пълните текстове на книги, които са обществено достояние. Проектът се стреми да ги направи максимално достъпни, дълготрайни и в свободен формат, така че да могат да се ползват на всеки компютър.